# Maria Adamkowska
Maria Adamkowska (ur. 30 listopada 1890) – nauczycielka, polska „Sprawiedliwa wśród Narodów Świata”.

## Życiorys
Podczas II wojny światowej mieszkała w Warszawie w dwupokojowym mieszkaniu. Jeden z nich wynajmowali pracownicy biur miejskich, w tym dr Leon Gottesman, przedwojenny adwokat, pracujący pod fałszywymi dokumentami, aby ukryć swoje żydowskie pochodzenie. Gdy Maria odkryła jego prawdziwą tożsamość, zaopiekowała się nim, zapewniając mu schronienie. Pomagała także innym Żydom, m.in. kobiecie o nazwisku Rubinlicht, która zmarła w trakcie wojny na atak serca. Maria, po jej śmierci, działając z bezprzykładną odwagą zwróciła się do niemieckich władz o zgodę na jej pochówek, podając, że denatka była jej ciotką. Ukrywała w swoim mieszkaniu także Mieczysława Hamburgera, Hannę Goldfeld, Helenę Sperling oraz Halę Spinak. Aż do stłumienia Powstania Warszawskiego ukrywało się u niej czworo Żydów, co pozwoliło im przetrwać.
Po klęsce powstania Adamkowską deportowano do Niemiec, osadzono w KL Buchenwald, gdzie doczekała wyzwolenia w kwietniu 1945 r.
13 lutego 1968 r. Instytut Jad Waszem uhonorował Marię Adamkowską medalem „Sprawiedliwy wśród Narodów Świata”.